# Snoqualmie (Washington)
Snoqualmie (pronuncia: /snoʊˈkwɑːlmi/) è un comune degli Stati Uniti d'America, nella Contea di King, nello Stato di Washington.
Famosa per essere stata scelta come ambientazione per la serie televisiva I segreti di Twin Peaks di David Lynch e il film collegato (Fuoco cammina con me).